# Roue motrice
 (janvier 2013).
Si vous disposez d'ouvrages ou d'articles de référence ou si vous connaissez des sites web de qualité traitant du thème abordé ici, merci de compléter l'article en donnant les références utiles à sa vérifiabilité et en les liant à la section « Notes et références ».
Sur tout véhicule (vélo, automobile, camion, locomotive, train, etc.), une roue motrice désigne une roue qui reçoit la puissance du moteur ou du système pour permettre au véhicule de se déplacer sur la voie terrestre ou ferrée.

## Types de transmission

### Vélo et moto
Sur un vélo ou une moto la roue motrice est toujours la roue arrière, à l'exception de certains vélos électriques qui disposent de deux roues motrices. Sur un quad les deux roues arrière sont motrices pour les modèles routiers et sportifs mais la transmission est intégrale sur les modèles utilitaires.
Concernant le vélo, c'est K.J. Winslow qui avait développé début 1868, la première vélocipède avec roue motrice arrière.
Début 1868, Charles Dubos a développé un système de pédalage circulaire sur un tricycle avec pédalier classique, pignon arrière et chaine. Charles Desnos combine ces deux inventions dans sa nouveauté, la Vélocipède perfectionné, qui possède entre les pédales et la roue motrice arrière une chaine à rouleaux.

### Automobile
- Propulsion : les roues motrices sont les roues arrière.
- Traction  : les roues motrices sont les roues avant.
- Intégrale : toutes les roues sont motrices.

### Camion
Les roues arrière sont les roues motrices; cela peut être une paire de roues simples jusqu’à trois paires de roues jumelées, voire plus sur les convois exceptionnels.

### Train

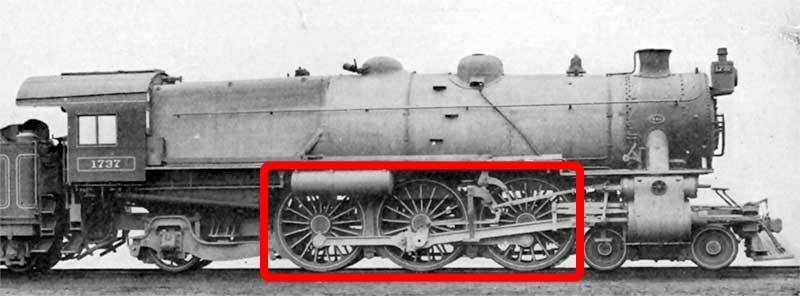
Roues motrices sur une locomotive à vapeur.

- Sur les trains à vapeur, les roues motrices sont celles qui sont entraînées par le système bielle-manivelle, lui-même actionné par les pistons (voir image ci-contre) ;
- Sur les Michelines, les roues motrices sont celles qui sont entraînées par la transmission, comme sur une voiture à propulsion, un autocar ou un camion ;
- Sur les trains électriques, les roues motrices sont toutes celles qui sont équipées d'un moteur électrique ; cela peut aller de deux roues sur la motrice à un boggie sur deux dans le cas de l'AGV[4].
- Dans le cas particulier du train à crémaillère la roue motrice est un engrenage qui assure la motricité sur les fortes pentes[5].

## Adhérence
Il est évident que l’adhérence est un élément crucial pour la transmission de la puissance. Par ailleurs, le contact route-pneu ou rail-roue est déterminant pour que l’intégralité de la puissance puisse être transmise efficacement.